# جويل بيرتي
جويل بيرتي (بالإنجليزية: Joel Berti)‏ هو ممثل أمريكي، ولد في 17 ديسمبر 1971 في Avon, Connecticut ‏ في الولايات المتحدة.

## وصلات خارجية
- جويل بيرتي على موقع IMDb (الإنجليزية)
- جويل بيرتي على موقع قاعدة بيانات الفيلم (الإنجليزية)